# Curse (azienda)
Curse è una rete di siti web di gioco. La società ha sede in Huntsville, Alabama, e ha uffici a San Francisco, New York, Los Angeles, Brighton e Berlino.
Curse inizialmente si concentrava sull'offerta di mod per vari videogiochi. Man mano che si espandeva, la società iniziò a sviluppare e acquisire comunità di gioco (concentrandosi in particolare su titoli MMORPG come World of Warcraft, così come altri giochi come Minecraft), wiki, oltre a offrire servizi di chat vocale. La società ha anche sponsorizzato un omonimo club di eSports, che ha gareggiato principalmente in League of Legends.
Il 16 agosto 2016, Curse ha annunciato di aver accettato di essere acquisita da Amazon.com tramite la sua controllata Twitch Interactive per un importo non noto. Il 12 dicembre 2018, Fandom ha annunciato di aver acquisito le risorse multimediali di Curse, inclusi i siti web della comunità di gioco, la wiki farm di Gamepedia e D&DBeyond. Il resto dell'azienda (operante come CurseForge) è rimasto sotto Twitch. A metà del 2020, CurseForge è stato venduto da Twitch a Overwolf.

## Storia

### 2006 - 2010
Curse è nato dal grande amore del fondatore Hubert Thieblot per World of Warcraft. Dopo aver lasciato la scuola, Thieblot ha iniziato a trasformare la sua passione in un business, lanciando CurseBeta nel 2006,  offrendo componenti aggiuntivi e modifiche. In breve tempo, il sito è aumentato in modo esponenziale in termini di traffico e popolarità. Con l'aumento dei finanziamenti, Curse ha continuato a sviluppare internamente diversi siti di alto profilo, acquisendo siti più grandi con comunità e contenuti già consolidati, in particolare per giochi MMO come RuneScape.

### 2010 - 2014
Nel 2011, Inc. 500 ha classificato Curse come la 405a azienda in più rapida crescita negli Stati Uniti, e il San Francisco Business Times l'ha classificata al 22 ° posto nella lista delle "100 aziende in più rapida crescita nell'area della baia di San Francisco". Il 14 dicembre 2012, Curse ha lanciato ufficialmente la wiki farm di Gamepedia.
Nell'aprile 2012, Ernst & Young ha nominato Thieblot come semifinalista nel programma "Ernst & Young Entrepreneur of the Year" per la California settentrionale. A giugno 2012, il traffico mondiale mensile di Curse è stato riportato da Quantcast come superiore a 21 milioni di visitatori unici. Il 26 giugno 2013, Curse ha annunciato in una conferenza stampa che avrebbe trasferito il proprio quartier generale a Huntsville, in Alabama, lasciando l'ufficio vendite a San Francisco. Il 7 maggio 2014, Curse ha introdotto Curse Profiles, un sistema di social media integrato in Gamepedia che offre un'ampia gamma di funzionalità. Il servizio consente agli utenti di aggiungere wiki al proprio elenco di preferiti, guadagnare Wikipoint e livelli, visualizzare statistiche personali (come classifiche di modifica globale, numero di modifiche, ecc.), modificare e impostare le preferenze globali; il servizio ha anche introdotto un nuovo sistema di pagine utente, una modifica rispetto alle pagine utente standard di MediaWiki, incluso un nuovo sistema di commenti. Curse ha espresso un interesse a lungo termine nell'espansione dei contenuti e delle comunità come loro principale preoccupazione.

### Acquisizione da Amazon
Il 16 agosto 2016, Amazon.com ha annunciato tramite la controllata Twitch Interactive che avrebbe acquisito Curse, Inc. per un importo non noto. Nell'aprile 2017, l'app desktop Curse è stata rinominata Twitch.

### Vendita di proprietà multimediali a Fandom
Nel dicembre 2018, è stato annunciato che Fandom, Inc. aveva raggiunto un accordo per acquisire le proprietà multimediali di Curse da Amazon.com per un importo non noto. Ciò esclude il software client di Curse e la rete CurseForge, che ora operano entrambi direttamente sotto Twitch Interactive.

### Acquisizione da parte di Overwolf
Il 22 giugno 2020, Overwolf ha annunciato di aver acquisito CurseForge per un importo non noto. Dopo il 30 novembre 2020, l'app desktop Twitch non gestisce più le mod ed è stata sostituita dal client CurseForge, che è per Windows e macOS.

## Siti e servizi di Curse

### Curse Client e CurseForge
Curse Client è un add-on e un gestore delle modifiche di Curse, con supporto attuale per World of Warcraft, Runes of Magic, Rift, World of Tanks, The Elder Scrolls V: Skyrim, Minecraft e Kerbal Space Program. Il client funziona come un'alternativa leggera ai tradizionali strumenti di gestione dei componenti aggiuntivi e offre la sincronizzazione tra più computer, backup delle impostazioni dei componenti aggiuntivi e un sistema di sicurezza sviluppato privatamente. Il client è supportato dal sito web CurseForge, che consente il caricamento e la revisione di plugin, componenti aggiuntivi e modifiche.

### Curse Voice
Curse Voice era un client Voice over IP (VoIP) prodotto internamente da Curse. Destinato a sostituire altre soluzioni VoIP per giochi come League of Legends, il client vanta un solido set di funzionalità, tra cui una sovrapposizione vocale in-game, un servizio di creazione di abbinamenti automatici per connetterti automaticamente ai membri della tua squadra e l'uso di collegamenti URL per partecipare alle sessioni. Il client è stato originariamente rifiutato da Riot Games, che riteneva che i timer inclusi per i vari tempi di spawn potessero essere considerati un metodo per barare, ma da allora Curse ha rimosso ciò e ha allineato il software ai termini di servizio per League of Legends. La versione tedesca è ancora in fase beta. Nel 2015, Curse Voice ha avviato una campagna di pubbliche relazioni per mostrare a utenti, sviluppatori ed editori tutti i vantaggi che il servizio aveva da offrire. Il servizio si vantava di come le sue caratteristiche di sicurezza potessero aiutare a impedire agli utenti di essere schiacciati dal CTO di Curse, spiegando come ciò fosse possibile in un'intervista con Polygon. Altre pubblicazioni come IGN, GameCrate, e Yahoo News hanno ripreso la storia. Il 6 maggio, Curse ha riferito della crescita del suo servizio VoIP su GameSpot e Game Informer mentre si preparava a mostrare il servizio all'E3 2015. Nel giugno 2015, Curse Voice non si è fatto strada solo su Windows, ma anche su macOS e mobile (iOS e Android), offrendo agli utenti più modi per utilizzare il servizio mentre sono in viaggio o a casa. I giocatori hanno iniziato a prendere nota di tutte le funzionalità che Curse Voice ha da offrire. Pubblicazioni come Kotaku e PC Gamer hanno consigliato di utilizzare il servizio durante la riproduzione di giochi online come League of Legends. Di conseguenza, il 7 luglio, i rapporti della SEC hanno rivelato che Riot Games aveva investito 30 milioni di dollari in Curse, ma al momento non sono stati rivelati ulteriori dettagli. La società aveva dichiarato di voler aiutare i giochi a migliorare la loro chat in-game e molti giocatori hanno ipotizzato se forse questo fosse il caso del recente investimento. Curse Voice ha dimostrato di migliorare la comunità di un gioco secondo recenti interviste con Smite e Robocraft insieme al rilascio del white paper dell'azienda. Con tutti questi grandi guadagni nel Curse Voice Client, Curse ha annunciato ufficialmente l'apertura di una nuova sede per il loro servizio VoIP il 10 settembre a Irvine, in California.
Il 16 marzo 2017, Curse Voice e Curse Client sono stati entrambi interrotti e sostituiti dall'app Twitch Desktop.

### BukkitDev
Uno dei siti più grandi della rete CurseForge è BukkitDev, una raccolta di plugin di Minecraft per la piattaforma di sviluppo Bukkit, una piattaforma che è diventata lo standard de facto per i plugin Minecraft negli ultimi anni. A partire da maggio 2014, BukkitDev ospitava 13.570 plugin e 8.337 utenti unici. Il sistema Bukkit si è dimostrato così efficace e diffuso che il 28 febbraio 2012 Mojang, i creatori di Minecraft, ha assunto gli sviluppatori per migliorare il supporto di Minecraft per le modifiche e i plugin di server e client.

### Kerbal CurseForge
Il 6 maggio 2014, CurseForge ha introdotto Kerbal CurseForge come repository ufficiale di modifiche e componenti aggiuntivi per il popolare gioco Kerbal Space Program.
Inoltre, l'evangelista della piattaforma di Curse, cioè Bryan McLemore, ha dichiarato: "Abbiamo una grande piattaforma e un team eccezionale che supporterà gli straordinari modder per Kerbal Space Program. Ci aspettiamo anche che i milioni di giocatori che frequentano Curse ogni mese vedano Kerbal Space Program come una grande aggiunta alla nostra comunità esistente". Kerbal CurseForge vanta già 94.300 download dal suo archivio centrale.

### Curse Network
Curse possiede e gestisce diversi siti Web di giochi ad alto traffico, tra cui Azurilland, Diablofans, Hearthpwn, MMO-Champion, Arena Junkies, Reign of Gaming, LoL Pro, Minecraft Forums, Guild Wars 2 Guru e FPS General. Curse ha anche acquisito le statistiche degli sparatutto in prima persona e il sito web scientifico Symthic, che si concentra sull'analisi statistica dei dati dei giochi FPS, inclusi dettagli come peso, precisione e deriva dell'arma. Curse ha collaborato nel 2014 con GOG.com per fornire un gioco gratuito dalla loro libreria per i membri premium di Curse.

### Gamepedia
Il 14 dicembre 2012, Curse ha lanciato Gamepedia, una piattaforma di wiki dedicata ai videogiochi e scritta da giocatori. Da allora il sito è cresciuto in popolarità, con, ad aprile 2019, 1.293.790 contributori, 6.224.464 articoli e 2.195 wiki. Gamepedia ha ospitato una serie di wiki ufficiali, approvati e supportati dagli stessi sviluppatori del gioco. Wiki di alto profilo come The Official Witcher Wiki, Official Minecraft Wiki, The Official ARK: Survival Evolved Wiki, Dota 2 Wiki, Leaguepedia, COD Wiki e Wowpedia hanno avuto centinaia di migliaia di modifiche su migliaia di account. Esse erano disponibili anche in diverse lingue.
Il 12 dicembre 2018, la proprietà di Gamepedia è stata trasferita a Fandom, i servizi di accesso sono stati fusi con i servizi di accesso di Fandom intorno alla fine di luglio e all'inizio di agosto 2020. All'inizio del 2021 tutti i wiki di Gamepedia erano in procinto di essere convertiti alla Unified Community Platform (UCP) con il tema FandomDesktop. Entro la metà del 2021, le wiki di Gamepedia sono migrate e il marchio Gamepedia è è diventato quello di Fandom.

### Union for Gamers
Curse ha collaborato con il produttore di contenuti Athene nel marzo 2012 per un programma di partnership di YouTube, e ha offerto un'ampia gamma di funzionalità e strumenti.
Curse ha affermato che Union for Gamers ha un "approccio user-first", offrendo una quota di entrate del 90% (dove il produttore di contenuti riceve il 90% dei profitti video), un contratto senza limiti (non esiste un importo massimo di denaro che potrebbe essere pagati ai produttori di contenuti, a differenza dei contratti limitati, in cui, indipendentemente dall'importo che il tuo video guadagna, puoi guadagnare solo fino a un certo importo), nessun vincolo (i produttori di contenuti sono liberi di rescindere il loro contratto quando lo desiderano), e nessun requisito per programmi di caricamento o approvazioni da Curse.
Union for Gamers offre anche diversi strumenti ai produttori di contenuti, organizzati in un formato dashboard. La dashboard include caselle di riepilogo che tengono traccia delle entrate, dei dati video, dei referral e dei confronti del mese precedente e una funzione grafica per il confronto delle entrate e del traffico. Legato alla dashboard c'è un sistema di riferimento, che consente di generare passivamente entrate aggiuntive dalle parti che fanno riferimento. Inoltre, Curse fornisce ai produttori di contenuti un database di conoscenza e un sistema di supporto, accesso esclusivo ai loghi e alle videoclip.
Dalla dashboard, gli utenti hanno accesso a tutti i loro video, alla suddivisione dei guadagni e a un'ampia gamma di suoni e musica forniti da Epidemic Sound e AudioMicro. Inoltre, hanno anche accesso a Epoxy, uno sportello unico per i loro altri account di social media. Da lì, possono caricare nuovi video o tenere traccia dei loro account Twitter, Facebook e Instagram. Epidemic aiuta anche a creare brevi clip di video caricati, preformattati per soddisfare requisiti specifici dei social media.
A partire da febbraio 2020, Curse non accetta più nuovi canali in Union for Gamers.

### YouTube
Curse ha anche prodotto video internamente per il loro canale YouTube ufficiale. La scaletta include Curse Weekly Roundup, Minecraft Update, WoW Weekly Recap, League Update e Pokémon Update. Curse fornisce anche una copertura in diretta degli eventi del settore dei giochi, tra cui Penny Arcade Expo, Gamescom, Minecon, Blizzcon e Eve Online Fanfest.
Curse ha storicamente trasmesso contenuti in live streaming sul proprio canale Own3D fino a quando ha cessato le operazioni come azienda il 31 gennaio 2013.

## Team Curse
Curse in precedenza sponsorizzava un team di professionisti, noto collettivamente come Team Curse, che gareggiava in League of Legends e Call of Duty, che oltre a varie vittorie di alto profilo ha ottenuto la sponsorizzazione di aziende come Nissan, Alienware, e Cooler Master.
Nel dicembre 2014, è stato annunciato che la squadra avrebbe abbandonato il nome Curse a causa delle nuove regole di sponsorizzazione della League of Legends Championship Series (in particolare, Curse voleva che Curse Voice fosse uno sponsor attraverso altre squadre, il che gli avrebbe proibito di essere il titolo sponsor di un'altra squadra). Alla fine è stato annunciato nel gennaio 2015 che l'organizzazione del Team Curse si sarebbe fusa con il Team Liquid.